# Markus Pommer
Markus Pommer (né le 27 janvier 1991) à Heilbronn au Allemagne est une pilote de course automobile allemand.

## Palmarès

### Résultats enEuropean Le Mans Series
| Année | Écurie         | Châssis  | Moteur                              | Classe | 1   | 2   | 3   | 4   | 5   | 6   | Position | Points |
| ----- | -------------- | -------- | ----------------------------------- | ------ | --- | --- | --- | --- | --- | --- | -------- | ------ |
| 2021  | BHK Motorsport | Oreca 07 | Gibson GK428 4.2 L V8 atmosphérique | LMP2   | BAR | RBR | LEC | MON | SPA | POR |          |        |